# Billboard Music Award for Top Christian Song
Der Billboard Music Award for Top Christian Song wird im Rahmen der Billboard Music Awards an Songs von Künstlern der Christlichen Popmusik verliehen. Erstmals eingeführt wurde er bei den Billboard Music Awards 2011. Am häufigsten nominiert war die Hillsong Church mit Hillsong Worship und Hillsong United.

## Gewinner und Nominierte
| Jahr | Song                            | Künstler                                   | Nominierungen | Ref,  |
| ---- | ------------------------------- | ------------------------------------------ | --- | ----- |
| 2011 | How Great Is Our God            | Chris Tomlin                               | - Kris Allen – Live Like We're Dying - MercyMe – All of Creation - Sanctus Real – Lead Me - Tobymac – Get Back Up | [ 1 ] |
| 2012 | Blessings                       | Laura Story                                | - Matthew West – Strong Enough - Mandisa – Stronger - Casting Crowns – Glorious Day (Living He Loved Me) - Jamie Grace feat. tobyMac – Hold Me                                                                                           | [ 2 ] |
| 2013 | 10,000 Reasons (Bless the Lord) | Matt Redman                                | - Big Daddy Weave – Redeemed - Building 429 – Where I Belong - Newsboys – God's Not Dead (Like a Lion) - Tobymac – Me Without You | [ 3 ] |
| 2014 | Hello, My Name Is               | Matthew West                               | - Building 429 – We Won't Be Shaken - Mandisa – Overcomer - Sidewalk Prophets – Help Me Find It - Chris Tomlin – Whom Shall I Fear (God of Angel Armies)                                                                                 | [ 4 ] |
| 2015 | Something in the Water          | Carrie Underwood                           | - Francesca Battistelli – He Knows My Name - Hillsong United – Oceans (Where Feet May Fail) - MercyMe – Greater - Newsboys – We Believe                                                                                                  | [ 5 ] |
| 2016 | Oceans (Where Feet May Fail)    | Hillsong United                            | - Hillsong United – Touch the Sky - MercyMe – Flawless - Needtobreathe feat. Gavin Degraw – Brother - Chris Tomlin – Good Good Father | [ 6 ] |
| 2017 | Thy Will                        | Hillary Scott & the Family                 | - Lauren Daigle – Trust in You - Ryan Stevenson – Eye of the Storm - Skillet – Feel Invincible - Zach Williams – Chain Breaker |       |
| 2018 | What a Beautiful Name           | Hillsong Worship                           | - Elevation Worship – O Come to the Altar - Lecrae featuring Tori Kelly – I'll Find You - MercyMe – Even If - Zach Williams – Old Church Choir                                                                                           |       |
| 2019 | You Say                         | Lauren Daigle                              | - Cory Asbury – Reckless Love - for KING & COUNTRY – joy. - Hillsong Worship – Who You Say I Am - Tauren Wells – Known |       |
| 2020 | God Only Knows                  | for KING & COUNTRY                         | - Bethel Music – Raise a Hallelujah - Casting Crowns – Nobody - Lauren Daigle – Rescue - Kanye West – Follow God |       |
| 2021 | Graves into Gardens             | Elevation Worship (featuring Brandon Lake) | - For King & Country, Kirk Franklin & Tori Kelly – Together - Kari Jobe, Cody Carnes & Elevation Worship – The Blessing (Live) - Tauren Wells ft. Jenn Johnson – Famous For (I Believe) - Zach Williams & Dolly Parton – There Was Jesus |       |
| 2022 | Hurricane                       | Ye                                         | - Anne Wilson – My Jesus - Ye – Moon - Ye – Off the Grid - Ye – Praise God |       |

## Mehrfach-Nominierungen
Fünf Nominierungen
- Hillsong United/Hillsong Worship

Drei Nominierungen
- Chris Tomlin
- For King & Country
- MercyMe
- TobyMac
- Zach Williams

Zwei Nominierungen
- Building 429
- Mandisa
- Matthew West
- the Newsboys